# Bryan Brown
Bryan Brown (ur. 23 czerwca 1947 w Sydney) – australijski aktor filmowy.

## Życiorys
Syn pianistki Molly Brown i sprzedawcy, wychowywał się z młodszą siostrą Kristine w południowo-zachodnim Sydney, na przedmieściu Bankstown. Po ukończeniu szkoły pracował w AMP jako urzędnik ubezpieczeniowy. Brał jednak udział w klubowych przedstawieniach amatorskich na Boże Narodzenie i to obudziło w nim marzenie o prawdziwym aktorstwie. Porzucił biuro, występował w półamatorskich zespołach Theatre Genesian w Sydney, znajdującym się w Colleen Clifford, zagrał w produkcji Jak człowiek dla każdego sezonu (A Man for All Seasons), wreszcie w 1964 roku wyjechał do Anglii, gdzie w końcu otrzymał zwycięskie drobne role w Old Vic. Przez dwa i pół roku walczył z uporem o miejsce na scenie i w 1974 roku zaczął występować w repertuarze szekspirowskim w National Theatre of Britain.
Po powrocie do Australii dołączył do Queensland Theatre Company i otrzymał ekranową rolę w krótkometrażowym dramacie Listy miłosne z Teralba Road (The Love Letters From Teralba Road, 1977). W ciągu dwóch następnych lat nie schodził z ekranu, zagrał w dziesięciu filmach. Na australijskim rynku wyrobił sobie nazwisko, była to jednak tylko sława lokalna. Przełom przyniosła mu rola porucznika Petera Handcocka w dramacie wojennym Sprawa Moranta (Breaker Morant, 1980) rekonstruującym autentyczną sprawę sądu wojennego z okresu wojen burskich, która przyniosła mu nagrodę Australijskiego Instytutu Filmowego. Po udziale w filmie sensacyjnych – Krwawe pieniądze (Blood Money, 1980), wzbudził zainteresowanie jako China Jackson w dramacie więziennym Zamieszka (Stir, 1980) oraz serialu wojennym PBS Miasteczko jak Alice Springs (A town like Alice, 1981) w roli Joego Harmana. W melodramacie Zima naszych marzeń (Winter of Our Dreams, 1981) o miłości dwojga ludzi z różnych środowisk partnerował Judy Davis. Międzynarodową sławę zawdzięcza roli mistrza w strzyżeniu owiec Luke’a O’Neilla w miniserialu ABC Ptaki ciernistych krzewów (The Thorn Birds, 1983), za którą był nominowany do nagrody Złotego Globu i Emmy.
Ex-The Beatles Paul McCartney ściągnął go do Londynu do swojego nostalgicznego dramatu muzycznego Pozdrowienia dla Broad Street (Give My Regards to Broad Street, 1984). Największym powodzeniem cieszył się zwarty i dynamiczny thriller F/X (1986), gdzie demonstruje pomysłowość w roli specjalisty od kinowych efektów specjalnych, który o mało nie staje się ofiarą morderczego spisku. Zagrał potem w filmie Tai-Pan (1986) z Joan Chen, Kyrą Sedgwick i Janine Turner, komedii romantycznej Koktajl (Cocktail, 1988) z Tomem Cruise’em i Elisabeth Shue, dramacie biograficznym Goryle we mgle (Gorillas in the Mist, 1988) obok Sigourney Weaver oraz dramacie wojennym W imię braterskiej krwi (Blood Oath, 1990) z udziałem Terry’ego O’Quinna, Russella Crowe’a i Jasona Donovana. W następnych latach pojawiał się głównie w produkcjach telewizyjnych, z reguły amerykańskich – dramacie Showtime Devlin (1992), historycznym Wiek zdrady (Age of Treason, 1993) z Matthiasem Huesem, dramacie Showtime Nicolasa Roega Masaż całego ciała (Full Body Massage, 1995) z Mimi Rogers, adaptacji powieści Juliusza Verne ABC 20 000 mil podmorskiej żeglugi (20,000 Leagues Under the Sea, 1997) u boku Michaela Caine'a, Patricka Dempseya i Mii Sary oraz przygodowym Hallmark Podróż do wnętrza Ziemi (Journey to the Center of the Earth, 1999) obok Treata Williamsa i Jeremy’ego Londona. Za postać lokalnego gangstera w czarnej komedii Dwie ręce (Two Hands, 1999) z Heathem Ledgerem otrzymał nagrodę Australijskiego Instytutu Filmowego dla najlepszego aktora drugoplanowego.

### Rodzina
16 kwietnia 1983 roku poślubił angielską aktorkę Rachel Ward, którą poznał na planie miniserialu ABC Ptaki ciernistych krzewów (The Thorn Birds, 1983). Para zagrała razem w dramacie Dobra żona (The Good Wife, 1987). Mają troje dzieci: dwie córki – Rosie (ur. 1984) i Matildę (ur. 1986) oraz syna Joego (ur. 1992).